# ويليام أتواتر
ويليام أتواتر (بالإنجليزية: William Atwater)‏ هو مؤرخ وضابط أمريكي، ولد في 12 نوفمبر 1945 في دالاس في الولايات المتحدة.